# Терф Мур
Терф Мур (англ. Turf Moor) — футбольный стадион в Бернли (Ланкашир, Северо-Западная Англия). С 1883 года является домашней ареной английского футбольного клуба «Бернли».
Стадион расположен на улице Гарри Поттса (Harry Potts Way), названной в 2001 г. в честь отдавшего клубу более чем 30 лет футболиста и тренера Гарольда (Гарри) Поттса (Harold (Harry) Potts, 1920—1996), финалиста Кубка Англии в качестве тренера ФК «Бернли» (1962).
«Терф Мур» вмещает 22 546 зрителей. Состоит из четырёх главных трибун:
Трибуны Джеймса Харгривса, Трибуны Джимми Мак-Илроя, Трибуны Боба Лорда и Трибуны Дэвида Фишвика.
Первой игрой, сыгранной на этом стадионе, стал матч между «Бернли» и «Ротенстол Атлетик».
Рекорд посещаемости на «Терф Мур» был зафиксирован в 1924 году, когда матч с клубом «Хаддерсфилд Таун» в рамках Кубка Английской лиги посетили 54 755 человек.

## История

«Терф Мур» в 1905 году

«Терф Мур» в 1930-х годах

В XIX веке «Бернли» поначалу проводил свои матчи на стадионе «Калдер Вэйл» (Calder Vale), который является одним из старейших в Англии, но в сентябре 1883 крикетный клуб пригласил футбольный клуб «Бернли» на «Терф Мур». Клуб заплатил 65 фунтов стерлингов — и «Терф Мур» стал домашним стадионом для «Бернли». В первом своем матче на «Терф Мур» команда «Бернли» уступила «Ротенстол Атлетик» 3:6.
Через год после этого клуб построил трибуну на 800 «сидячих» мест и некрытую трибуну на 5000 «стоячих» мест.
В 1908 были построены две крытые трибуны вдоль поля: Brunshaw Lane Stand, где сейчас расположена Трибуна Боба Лорда, и Star Stand, где сейчас расположена Трибуна Джеймса Харгривса.

## Трибуны

### Трибуна Джимми Мак-Илроя (Восточная)
Сконструирована: 1996
Вместимость: 6 280
The Jimmy McIlroy Stand трибуна, верхний ярус которой создан во время реконструкции стадиона в 1996 году.

### Трибуна Дэвида Фишвика (Западная)
Сконструирована: 1969
Вместимость: 4 126
The David Fishwick Stand была построена в 1969 году. Сейчас в основном используется для размещения иногородних фанатов.

### Трибуна Джеймса Харгривса (Северная)
Сконструирована: 1996
Вместимость: 8 154
James Hargreaves Stand была открыта 23 Апреля 1996 года. Сейчас это главная трибуна стадиона, расположенная вдоль поля. Между двумя ярусами выделена корпоративная зона, используемая в различных целях.

### Трибуна Боба Лорда (Южная)
Сконструирована: 1974
Вместимость: 3 987
The Bob Lord Stand была открыта в 1974 году во многом благодаря продаже Мартина Добсона. Трибуна названа в честь президента клуба Боба Лорда. Её второй ярус будет построен в случае попадания команды в Премьер-Лигу (вместимость стадиона тогда достигнет 28 000)

## Матчи национальных сборных
- Англия v Уэльс, 1927
- Англия v Албания, 25 May, 2007